# Ololygon hiemalis
Ololygon hiemalis é uma espécie de anfíbio da família Hylidae. Endêmica do Brasil, onde pode ser encontrada apenas nos estados de São Paulo e Rio de Janeiro.